# Гојко Шушак
Гојко Шушак (Широки Бријег, 16. април 1945 — Загреб, 3. мај 1998) био је хрватски политичар, министар одбране у Влади Републике Хрватске од 1991. до своје смрти 1998. године. 

## Биографија
Као емигрант из Херцеговине, уздигао се међу хрватском дијаспором у Северној Америци, и на крају је постао близак пријатељ и сарадник Фрање Туђмана, вође Хрватске демократске заједнице, националистичке странке која је тражила независност Хрватске од Југославије. 
Након увођења вишестраначког система 1990. Шушак се вратио у Хрватску, а када је Туђман изабран за председника Хрватске, Шушак је постао министар одбране и на том месту остао током ратова у бившој Југославији. Шушак је имао водећу улогу у хрватском мешању у рат у Босни и Херцеговини, подржавајући хрватску страну у муслиманско-хрватском сукобу. 
Шушак је био и један од главних креатора хрватске војне операције „Олуја”. Касније је играо улогу у постизању Дејтонског споразума. Током свог боравка на месту министра одбране, успоставио је блиске односе са САД.